# Leichtathletik-Europameisterschaften 1962/200 m der Männer

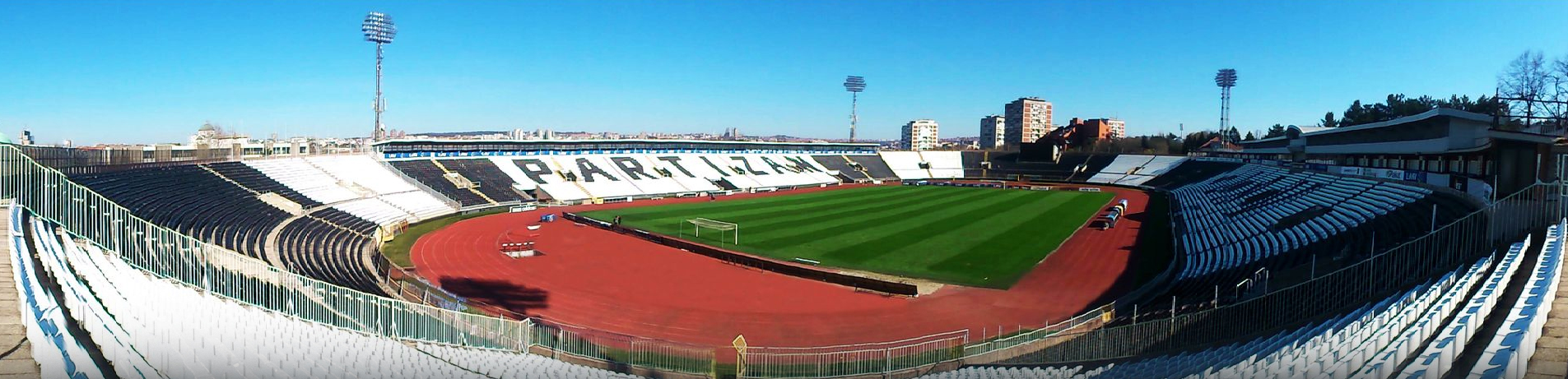
Panoramablick auf das Partizan-Stadion 2014 – 52 Jahre
nach den dortigen Europameisterschaften

Der 200-Meter-Lauf der Männer bei den Leichtathletik-Europameisterschaften 1962 wurde vom 14. bis 16. September 1962 im Belgrader Partizan-Stadion ausgetragen.
Europameister wurde der Schwede Owe Jonsson. Auf den zweiten Platz kam der Pole Marian Foik. Bronze ging an den Italiener Sergio Ottolina.

## Rekorde

### Bestehende Rekorde
| Weltrekord   | 20,5 s | Peter Radford – y | Wolverhampton, Großbritannien  | 28. Mai 1960                  |
| Weltrekord   | 20,5 s | Stone Johnson     | Palo Alto, USA                 | 2. Juli 1960                  |
| Weltrekord   | 20,5 s | Ray Norton        | Palo Alto, USA                 | 2. Juli 1960                  |
| Weltrekord   | 20,5 s | Livio Berruti     | Olympische Spiele Rom, Italien | 3. September 1960, Halbfinale |
| Weltrekord   | 20,5 s | Livio Berruti     | Olympische Spiele Rom, Italien | 3. September 1960, Finale     |
| Weltrekord   | 20,5 s | Paul Drayton – y  | Walnut, USA                    | 23. Juni 1962                 |
| Europarekord | 20,5 s | Livio Berruti     | Olympische Spiele Rom, Italien | 3. September 1960, Halbfinale |
| Europarekord | 20,5 s | Livio Berruti     | Olympische Spiele Rom, Italien | 3. September 1960, Finale     |
| EM-Rekord    | 20,9 s | Heinz Fütterer    | EM Bern, Schweiz               | 29. August 1954               |

Anmerkung:

Die beiden mit y gekennzeichneten Rekordläufe fanden über 220 Yards (= 201,17 m) statt.

### Rekordverbesserungen
Der schwedische Europameister Owe Jonsson verbesserte den bestehenden Meisterschaftsrekord zweimal:
- 20,8 s – vierter Vorlauf am 14. September bei einem Rückenwind von 1,1 m/s
- 20,7 s – Finale am 16. September bei Windstille

## Vorrunde
14. September 1962, 16.50 Uhr
Die Vorrunde wurde in sechs Läufen durchgeführt. Die ersten drei Athleten pro Lauf – hellblau unterlegt – qualifizierten sich für das Halbfinale.

### Vorlauf 1
Wind: +1,9 m/s
| Platz | Name           | Nation         | Zeit (s) |
| ----- | -------------- | -------------- | -------- |
| 1     | Paul Genevay   | Frankreich     | 21,1     |
| 2     | Peter Radford  | Großbritannien | 21,3     |
| 3     | Edvīns Ozoliņš | Sowjetunion    | 21,4     |
| 4     | Andrzej Karcz  | Polen          | 21,5     |
| DNS   | Livio Berruti  | Italien        |          |

### Vorlauf 2
Wind: +3,1 m/s
| Platz | Name                | Nation         | Zeit (s) |
| ----- | ------------------- | -------------- | -------- |
| 1     | Sergio Ottolina     | Italien        | 21,0     |
| 2     | Michael Hildrey     | Großbritannien | 21,4     |
| 3     | Manfred Germar      | Deutschland    | 21,6     |
| 4     | Jean-Louis Descloux | Schweiz        | 21,7     |

### Vorlauf 3
Wind: +5,8 m/s
| Platz | Name          | Nation         | Zeit (s) |
| ----- | ------------- | -------------- | -------- |
| 1     | Marian Foik   | Polen          | 20,9     |
| 2     | David Jones   | Großbritannien | 20.9     |
| 3     | Klaus Ulonska | Deutschland    | 21,3     |
| 4     | Armin Tujakow | Sowjetunion    | 21,8     |

### Vorlauf 4
Wind: +1,1 m/s
| Platz | Name             | Nation      | Zeit (s) |
| ----- | ---------------- | ----------- | -------- |
| 1     | Owe Jonsson      | Schweden    | 20,8 CR  |
| 2     | Jocelyn Delecour | Frankreich  | 20.9     |
| 3     | Valeriu Jurcă    | Rumänien    | 21,8     |
| 4     | Josip Šarić      | Jugoslawien | 22,1     |

### Vorlauf 5
Wind: +0,9 m/s
| Platz | Name           | Nation           | Zeit (s) |
| ----- | -------------- | ---------------- | -------- |
| 1     | Heinz Schumann | Deutschland      | 21,0     |
| 2     | Csaba Csutorás | Ungarn           | 21,1     |
| 3     | Armando Sardi  | Italien          | 21,6     |
| 4     | Josef Trousil  | Tschechoslowakei | 21,7     |

### Vorlauf 6

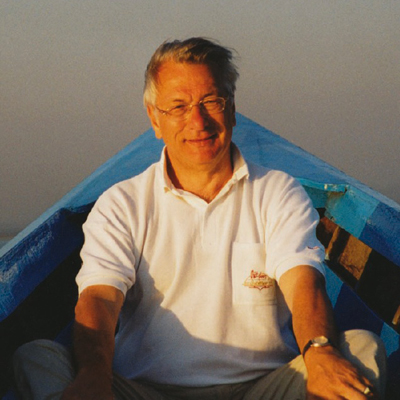
Als Fünfter des sechsten Vorlaufs schied Heinz-Georg Kamler – hier in seinem späteren Leben als Unternehmer – in der Vorrunde aus

Wind: +1,3 m/s
| Platz | Name               | Nation           | Zeit (s) |
| ----- | ------------------ | ---------------- | -------- |
| 1     | Andrzej Zieliński  | Polen            | 21,2     |
| 2     | Vilém Mandlík      | Tschechoslowakei | 21,3     |
| 3     | László Mihályfi    | Ungarn           | 21,3     |
| 4     | Carl Fredrik Bunæs | Norwegen         | 21,4     |
| 5     | Heinz-Georg Kamler | Österreich       | 21,7     |
| 6     | Ferruh Oygur       | Türkei           | 22,1     |

## Halbfinale
15. September 1962, 16.20 Uhr
In den drei Halbfinalläufen qualifizierten sich die jeweils ersten beiden Athleten – hellblau unterlegt – für das Finale.

### Lauf 1
Wind: −3,1 m/s
| Platz | Name            | Nation           | Zeit (s) |
| ----- | --------------- | ---------------- | -------- |
| 1     | Owe Jonsson     | Schweden         | 21,0     |
| 2     | Heinz Schumann  | Deutschland      | 21,2     |
| 3     | Vilém Mandlík   | Tschechoslowakei | 21,5     |
| 4     | Paul Genevay    | Frankreich       | 21,7     |
| 5     | Michael Hildrey | Großbritannien   | 21,8     |
| 6     | Valeriu Jurcă   | Rumänien         | 22,1     |

### Lauf 2

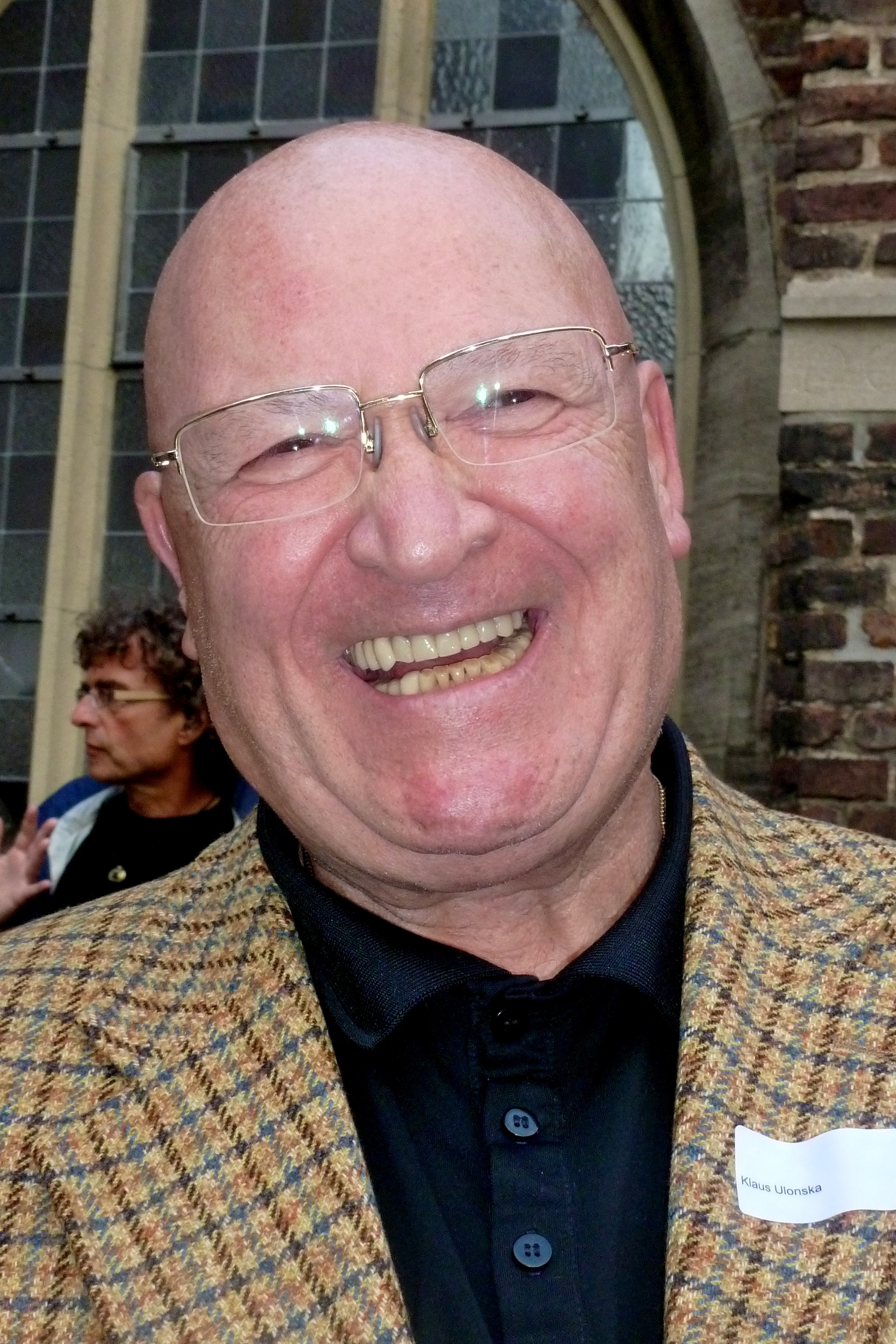
Klaus Ulonska (hier im Jahr 2012) schied nach Rang drei im zweiten Halbfinale aus
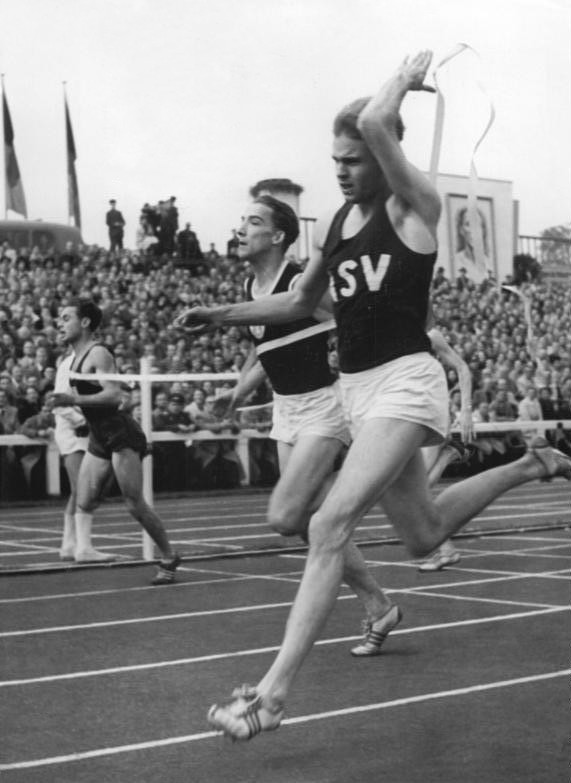
Titelverteidiger Manfred Germar (rechts) hatte nicht mehr die Topform vergangener Jahre und schied als Dritter des dritten Halbfinals aus

Wind: −3,1 m/s
| Platz | Name            | Nation         | Zeit (s) |
| ----- | --------------- | -------------- | -------- |
| 1     | Marian Foik     | Polen          | 21,1     |
| 2     | David Jones     | Großbritannien | 21,4     |
| 3     | Klaus Ulonska   | Deutschland    | 21,5     |
| 4     | Csaba Csutorás  | Ungarn         | 21,5     |
| 5     | Armando Sardi   | Italien        | 21,9     |
| DNF   | László Mihályfi | Ungarn         |          |

### Lauf 3
Wind: −2,8 m/s
| Platz | Name              | Nation         | Zeit (s) |
| ----- | ----------------- | -------------- | -------- |
| 1     | Sergio Ottolina   | Italien        | 21,0     |
| 2     | Jocelyn Delecour  | Frankreich     | 21,0     |
| 3     | Manfred Germar    | Deutschland    | 21,3     |
| 4     | Andrzej Zieliński | Polen          | 21,5     |
| 5     | Edvīns Ozoliņš    | Sowjetunion    | 21,5     |
| 6     | Peter Radford     | Großbritannien | 21,6     |

## Finale

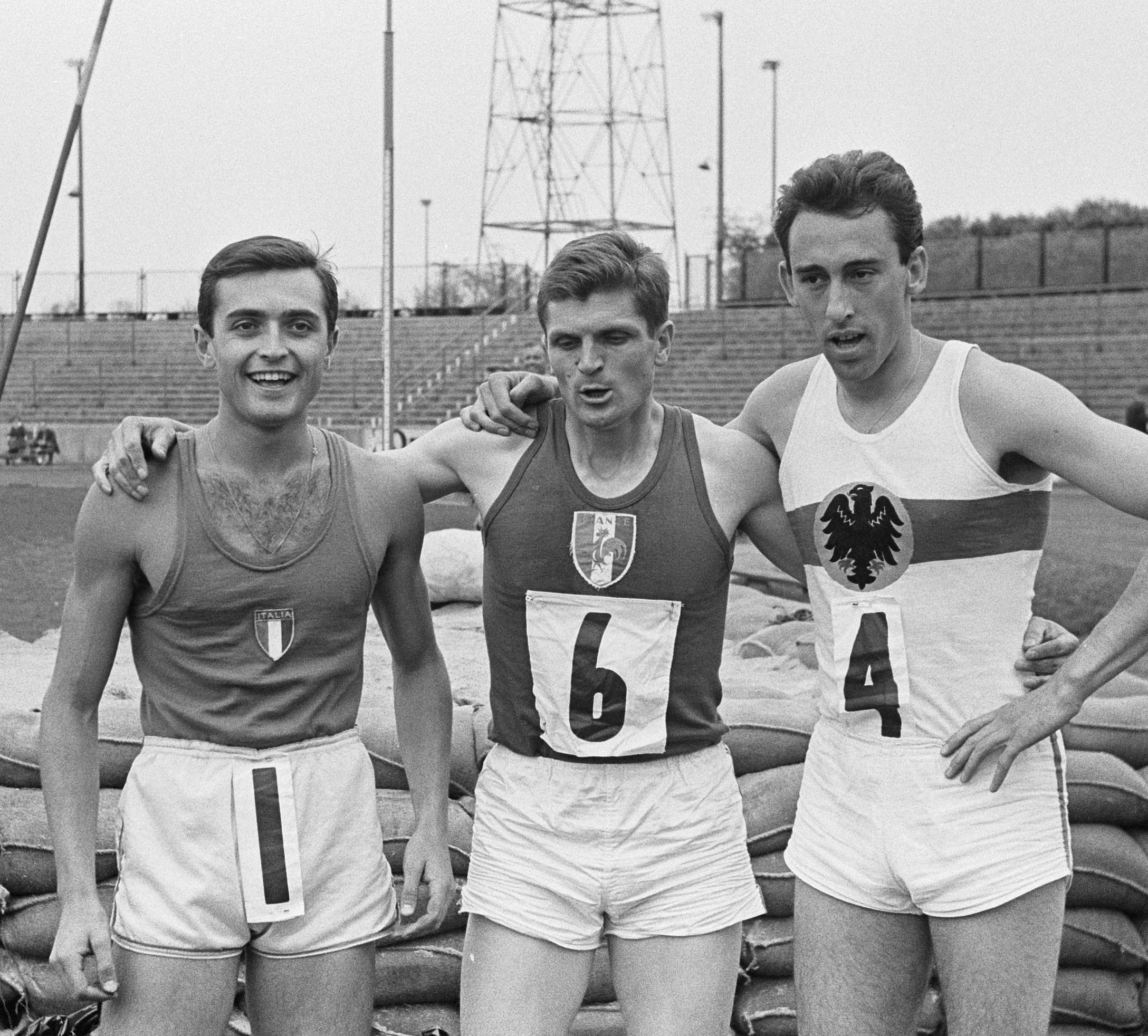
Bronzemedaillengewinner Sergio Ottolina (links)
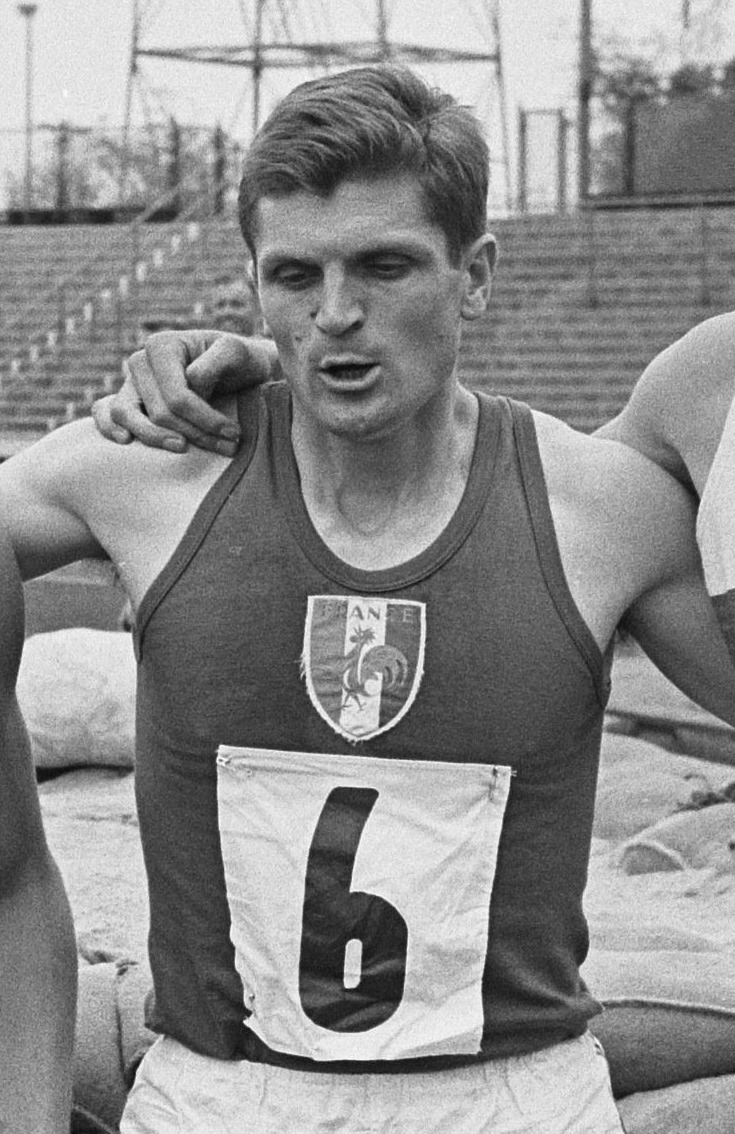
Jocelyn Delecour – Vierter über 200 Meter und Vizeeuropameister über 100 Meter

16. September 1962, 17.00 Uhr
Wind: ±0,0 m/s
| Platz | Name             | Nation         | Zeit (s) |
| ----- | ---------------- | -------------- | -------- |
| 1     | Owe Jonsson      | Schweden       | 20,7 CR  |
| 2     | Marian Foik      | Polen          | 20,8     |
| 3     | Sergio Ottolina  | Italien        | 20,8     |
| 4     | Jocelyn Delecour | Frankreich     | 21,0     |
| 5     | David Jones      | Großbritannien | 21,0     |
| 6     | Heinz Schumann   | Deutschland    | 21,2     |